# 費詩
費詩（211年前—234年後），字公舉，益州犍為南安（今四川省樂山市）人，三國時期蜀漢重要官吏。

## 生平
劉璋治理益州时，被任为绵竹令。212年，劉備與劉璋決裂，進攻绵竹，費诗率先举城投降。後平定成都，劉備领益州牧，以費詩为督军从事，後轉为牂牁太守，再为州前部司马。
219年，劉備自立为汉中王，派費诗拜关羽为前将军，但关羽知道黄忠为後将军，與他同位，关羽怒說：「大丈夫怎樣也不會和一個老兵同列！」不肯受拜。費诗對关羽說：「建立王业的人，都不是只用一人。當年萧何、曹參与漢高祖少小而為舊亲，而陈平、韓信亡命逃來在後，但论到其班列，韩信居於最上，而未聽過萧何、曹參因此而怨恨。現今漢中王以一时的功勞，提升汉升（黃忠），但說到意義的轻重，豈會与君侯（关羽）相提並論呢！而且王与君侯（关羽），有如一体，一起憂戚，祸福同享，我認為君侯你，不宜计算官号的高低，爵禄的多少而在意。我只是一介的使節，奉命辦事的人，君侯如不受拜，那我便歸还，但比較一下此举动的確甚為可惜，恐怕而后會有悔恨呀！」關羽有所感悟，便立即受拜。
后來，群臣议論想推舉劉備登基為皇，費诗上疏道：「殿下因曹操父子偪主篡位，所以寄居万里之遠的他鄉，集合士众，率軍讨贼。現今大敌未戰勝，而先自立，恐怕人心疑惑。昔漢高祖与楚盟约，先破秦的人為王。後劉邦攻佔咸阳，获得子婴，仍然推让不作王，何况今天殿下還未出门庭，便想自立呢！愚臣诚心認為殿下不能這麼做。」於是被以不順從旨意為名，降官為永昌从事。
225年，随诸葛亮南征，勝利後回至汉阳县，降人李鸿来拜會诸葛亮。诸葛亮接見李鸿，當时蒋琬和費诗都在座。李鸿說：“當日孟达在许都，剛巧见到王冲从南来降，來說孟达投降後的事，他說明公（諸葛亮）心恨切齿，想诛殺孟达的妻兒，幸好先皇不听。不過孟达說：‘诸葛亮做事有先後次序，终不會這樣做。’所以都不信王冲之言，現在已經拜託明公了，不有复求了。”諸葛亮對蒋琬、費诗說：回去後便與子度書信問候。但費诗卻說：「孟达這個小子，以前的聲名就已經是不忠，後又背叛先皇，反覆的人，不足以我們書信給他呀！」諸葛亮聽後默然不答。
不過，諸葛亮仍想讓孟达作為外援，方便北伐，就与孟达书信，而孟达得到諸葛亮书信後，開始謀求對策，叛魏投蜀。不過魏大將司马懿卻早已料到，用極快的時間擊敗孟达。諸葛亮亦因孟达无款诚的心，所以不救助他。後來，蒋琬執政，任費诗为谏议大夫，後在家裡逝世。

## 三國演義
65回費詩隨劉璋投降，73回提及勸關羽接受將軍封號，91回提及名字。演義沒有提及費詩不同意劉備登基被貶一事。

## 特徵
費诗說話、分析都有條理，較率直。不過在劉備登基為皇一事上，习凿齿認為過於規範，不懂調變，而裴松之亦贊同。

## 家庭

### 子
- 費立，費诗之子。晋朝時任散骑常侍。

## 評價
《三國志》評曰：「霍峻孤城不倾，王连固节不移，向朗好学不倦，张裔肤敏应机，杨洪乃心忠公，费诗率意而言，皆有可纪焉。以先主之广济，诸葛之准绳，诗吐直言，犹用陵迟，况庸后乎哉！」
習凿齿曰：「夫创本之君，须大定而后正己，纂统之主，俟速建以系众心，是故惠公朝虏而子圉夕立，更始尚存而光武举号，夫岂忘主徼利，社稷之故也。今先主纠合义兵，将以讨贼。贼强祸大，主没国丧，二祖之庙，绝而不祀，苟非亲贤，孰能绍此？嗣祖配天，非咸阳之譬，杖正讨逆，何推让之有？於此时也，不知速尊有德以奉大统，使民欣反正，世睹旧物，杖顺者齐心，附逆者同惧，可谓闇惑矣。其黜降也宜哉！」

## 延伸阅读
[在维基数据编辑]
 《三國志/卷41》，出自陳壽《三國志》